# Cléopâtre II
Pour les articles homonymes, voir Cléopâtre.
Sauf précision contraire, les dates de cet article sont sous-entendues « avant l'ère commune » (AEC), c'est-à-dire « avant Jésus-Christ ».
Cléôpatre II Philométôr Soteira (vers 185-116) est la fille du pharaon Ptolémée V et de Cléopâtre Ire Syra et la sœur et épouse des pharaons Ptolémée VI Philométôr et Ptolémée VIII Évergète II  Tryphon.
Elle épouse en 172 son frère aîné Ptolémée VI et lui donne quatre enfants : Ptolémée Eupatôr, qui devient roi de Chypre, Ptolémée VII Néos Philopatôr, Cléopâtre III Évergète et Cléopâtre Théa.
À la mort de son mari au combat en 145, elle devient régente, son second fils Ptolémée Néos Philopatôr n’ayant que quinze ans. Un an plus tard, elle épouse son second frère Ptolémée VIII Évergète II  Tryphon, et lui donne un fils, Ptolémée Memphites (parce que né à Memphis).

## Biographie

### Origine
Cléopâtre II naît vers 185-184 de Cléopâtre Ire et Ptolémée V,. Elle est sœur cadette de Ptolémée VI[réf. nécessaire] et sœur aînée de Ptolémée VIII.

### Premier mariage
Entre le 5 mars et le 15 avril 175, Cléopâtre II et son frère Ptolémée VI se marient, les deux étant encore mineurs. En plus de solidifier la position de Ptolémée VI, cette union déçoit quiconque de convoiter Cléopâtre II, qui est « alors seule femme royale de la dynastie lagide ».
De 175 à 170, Cléopâtre II n’est que reine consort et les protocoles ne la citent pas. À partir d’automne 170, cependant, elle règne en collaboration avec ses frères Ptolémée VI et Ptolémée VIII.
Durant ce règne, Cléopâtre II est mentionnée dans les protocoles ; mais son nom vient en bout de liste, ce qui est un « indice de son faible poids institutionnel et politique ». En 163, Ptolémée VIII part pour la Cyrénaïque et Cléopâtre II demeure à la tête du royaume en tandem avec Ptolémée VI jusqu’en 145. Celui-ci meurt la même année, lors de conflits en Syrie.

### Deuxième mariage
En 145, Cléopâtre II épouse son autre frère Ptolémée VIII,. Refusant l'hypothèse d'une accession au trône de Ptolémée VIII par la force, Cuenod conclut qu'il s'agirait d'un accord entre celui-ci et Cléopâtre II qui aiderait celle-ci à prévenir des affrontements possibles et à empêcher une dégradation de la conjoncture du royaume. D'ailleurs, elle parvient ainsi à garder sa position ainsi que celle de ses progénitures nées de sa liaison avec Ptolémée VI,.
Ptolémée VIII fait assassiner son neveu Ptolémée VII, héritier du trône, et, en 142, prend pour deuxième épouse sa nièce Cléopâtre III Évergète, qui lui donne Ptolémée IX, Ptolémée X et trois filles, Cléopâtre Tryphaena, Cléopâtre IV et Cléopâtre Séléné.
Une guerre civile entre Cléopâtre II et Ptolémée VIII éclate entre juin et novembre 132, presque neuf ans après le mariage de celui-ci avec Cléopâtre III. Les causes du conflit sont débattues. Lanciers propose que la préférence de Ptolémée VIII pour Cléopâtre III et ses fils (Ptolémée IX et Ptolémée X) aux dépens de Cléopâtre II et son fils (Ptolémée Memphites) a accru les tensions entre eux deux.
En 132, Ptolémée VIII fait tuer son fils Ptolémée Memphites, âgé de 13 ans, et envoie son corps coupé à sa mère. C'est l'une des raisons de la guerre civile qui éclate et du fractionnement de l'État. Cléopâtre II prend le pouvoir à Alexandrie (cf. L'autre Cléopâtre).
En 129, Ptolémée VIII reconquiert tout le pays à l’exception d'Alexandrie, qui sympathise toujours avec Cléopâtre II. Il finit par prendre la ville en 126, mais Cléopâtre II s’enfuit en Syrie avec le trésor royal.
En 123, Cléopâtre II rentre d’exil, se réconcilie avec Cléopâtre III et Ptolémée VIII et ils règnent conjointement jusqu’à la mort de ce dernier en 116. Elle décède peu après.